# Planistromella majuscula
Planistromella majuscula är en svampart som först beskrevs av Mordecai Cubitt Cooke, och fick sitt nu gällande namn av Aptroot 2006. Planistromella majuscula ingår i släktet Planistromella och familjen Planistromellaceae.   Inga underarter finns listade i Catalogue of Life.